# Курман-Аджинська волость
Курман-Аджинська волость — історична адміністративно-територіальна одиниця Євпаторійського повіту Таврійської губернії.
Станом на 1886 рік складалася з 9 поселень, 5 сільських громад. Населення — 1657 осіб (874 чоловічої статі та 773 — жіночої), 200 дворових господарств.
|                     | Площа, десятин | У тому числі орної, дес. |
| ------------------- | -------------- | ------------------------ |
| Сільських громад    | 5 584          | 3 057                    |
| Приватної власності | 11 4788        | 7 222                    |
| Казенної власності  | 1 517          | 135                      |
| Іншої власності     | 21 741         | 1 502                    |
| Загалом             | 143 630        | 11 916                   |

Найбільше поселення волості:
- Кунал — село, 392 особи, 53 двори. За 45 верст  у селі Курман-Аджи — волосне правління (за 50 верст від повітового міста), 2 мечеті, лавка. За 2 версти від волосного правління — мечеть. За 3 версти — мечеть. За 4 версти — мечеть. За 5 верст — 3 мечеті, лавка. За 6 верст — 2 мечеті. За 7 верст — мечеть. За 8 верст — 2 мечеті, 2 лавки. За 9 верст — 4 мечеті, лавка. За 10 верст — 4 мечеті. За 11 верст — мечеть. За 12 верст — 4 мечеті, лавка. За 14 верст — 2 мечеті. За 16 верст — мечеть. За 18 верст — 4 мечеті. За 23 версти — мечеть. За 25 верст — православна церква, школа, лавка, рибний завод. За 30 верст — мечеть, земська станція. За 32 верст — мечеть. За 36 верст — мечеть. За 38 верст — рибний завод. За 40 верст — лавка, рибний завод, маяк. За 50 верст — мечеть.